# Mikadotrochus caledonicus
Mikadotrochus caledonicus is een slakkensoort uit de familie van de Pleurotomariidae. De wetenschappelijke naam van de soort is voor het eerst geldig gepubliceerd in 1982 door Bouchet & Métivier.